# Philosophy Talk

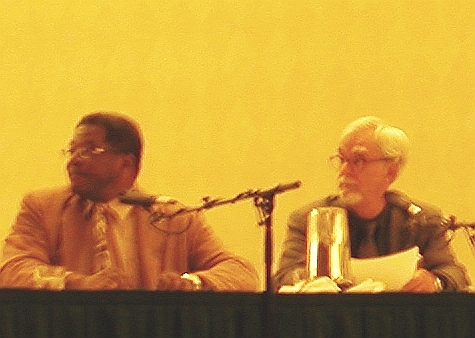
Ken Taylor (à gauche) et John Perry (à droite) lors d'un enregistrement de Philosophy Talk en 2006 lors d'une conférence de l'American Philosophical Association.

Philosophy Talk est une émission de radio sur la philosophie animée par John Perry, Ken Taylor, et Joshua Landy (en), tous trois professeurs à l'université Stanford, et diffusée depuis 2004 sur la station publique KALW (en) à San Francisco.

## Histoire
Un pilote a été enregistré en août 2003. Le titre de l'émission fait référence à Car Talk diffusé sur NPR.